# Сааб, Найла
Найла Сааб (англ. Najla Saab, 1908 — 1971) — ливанская феминистка. 
Сааб известна как одна из пионеров женского движения на Ближнем Востоке.

## Деятельность
Найла Сааб родилась в 1908 году в Айн Кани, Ливан. Наряду с Лабибой Сабит, Ибтихадж Каддурой, Аделью Наху, Эвелин Бустрос, Розой Шихаа, Лорой Табет и Эмили Фарес Ибрагим она возглавила женское движение в Ливане. Они принадлежали к группе светских женщин, получивших образование у западных миссионеров, снявших чадру, и поддерживавших независимость от колониальной власти. Они считали, что новая независимая нация не добьется успеха, если не включила женщин в число своих активных граждан.

## Демонстрации
В Ливане в ноябре 1943 года группа женщин под руководством Найлы Сааб, которая тогда была на седьмом месяце беременности, проводила ежедневные уличные демонстрации, поддержала общегородскую забастовку и публично протестовала против заключения во французскую тюрьму избранного президента Ливана.

## Образование
Сааб была основательницей и руководителем ливанской средней школы Al-Sirat.